# This Is Not the World
This Is Not the World es el tercer álbum de estudio de la banda británica de rock: The Futureheads. Fue lanzado el 26 de mayo de 2008, en su propio sello discográfico Nul Records. La razón de crear un nuevo álbum bajo su propio sello ha sido en una parte por el nivel de ventas de su álbum anterior (News and Tributes) que dirigió a la banda de caer de su sello anterior (679 Recordings) y su propia decisión de la banda en tener más independencia.

De antemano, The Futureheads han lanzado tres sencillos de su próximo álbum. El primero es "Broke Up the Time", lanzado en noviembre de 2007 como en descarga digital a través de la página oficial de la banda y en el MySpace de la banda. El segundo es "The Beginning of the Twist", que fue lanzado cómo sencillo vídeo el 1 de febrero de 2008 y fue lanzado 'oficialmente' el 10 de marzo. El tercer sencillo "Radio Heart", fue lanzado para promocionar el álbum, fue lanzado una semana antes del álbum. The Futureheads también estarán lanzando varias versiones en vivo de "The Beginning of the Twist" por descarga digital en su página oficial y que será grabado cada sencillo de su gira próxima. El álbum estará disponible en varias semanas antes de su fecha de lanzamiento oficial.
El sencillo "Sale of the Century" aparece en el videojuego de culto de GamersFirst en línea: APB Reloaded, como parte del soundtrack.

## Lista de canciones
Todas las canciones fueron escritas por The Futureheads.
1. "The Beginning of the Twist" - 3:36
2. "Walking Backwards" - 3:53
3. "Think Tonight" - 3:29
4. "Radio Heart" - 3:02
5. "This Is Not the World" - 3:34
6. "Sale of the Century" - 3:23
7. "Hard to Bear" - 3:07
8. "Work Is Never Done" - 3:20
9. "Broke Up the Time" - 3:14
10. "Everything's Changing Today" - 3:06
11. "Sleet" - 3:08
12. "See What You Want" - 2:42

Bonus Tracks Japoneses
1. "The Beginning of the Twist (En vivo @ Kings College)"
2. "Radio Heart (En vivo @ Oxford Academy)"
3. "Invasion!"

U.S. iTunes Bonus Tracks
1. Death of a King
2. Get Back Today